# Seb Toussaint
Seb Toussaint es un artista y muralista franco-británico nacido en Caen en 1988.
Viniendo de la escena ultra, es conocido principalmente por su proyecto de arte callejero Share the Word.
Como parte de este proyecto, ha producido más de 200 murales que representan palabras propuestas por habitantes de diferentes países. Estas palabras también sirven de base para su obra sobre lienzo.

## Vida y carrera
Nacido en Normandía de padre francés y madre británica, Seb Toussaint realizó sus primeras creaciones siendo un adolescente con el Malherbe Normandy Kop (creación de tifos, pancartas y merchandising para fanáticos), un grupo de aficionados del club de fútbol de su ciudad natal. Al mismo tiempo, comenzó a pintar grafitis en las calles de su región.
En 2011 y 2012, dio la vuelta al mundo en bicicleta con dos amigos de la infancia y aprovechó para perfeccionar su arte en las paredes de los países que visitaba. Este viaje le dio la idea de crear Share the Word Project.
En 2023, se unió a las colecciones del Museo del Impresionismo en Giverny.

## Share the Word Project
En 2013, Seb Toussaint crea su proyecto Share The Word, acompañado del fotógrafo normando Spag Bertin.
Durante cada episodio de este proyecto, Seb Toussaint pasa un mes en una comunidad marginada (barrios marginales, favelas, campos de refugiados, etc.) y pide a los habitantes que elijan palabras que luego pinta en sus casas. Los murales producidos sirven entonces como soporte para contar las historias de estas personas anónimas y sus barrios.

### Países anfitriones del proyecto
(Desde 2013 hasta hoy; la ciudad y el distrito de residencia se enumeran entre paréntesis)
| - Indonesia (Yakarta / Kampung Bayur) - Kenia (Nairobi / Mukuru Kayaba) - Nepal (Katmandú / Baisinghat) - Normandia (Caen / La Presqu'île) - Colombia (Bogotà / Mariscal Sucre) - Egipto (El Cairo / Mazarita) - Filipinas (Manila / Gagalangin) - Etiopía (Addis Abeba / Lideta) | - Francia (Calais / La Jungle) - Brasil (Rio de Janeiro / Santo Amaro) - India (Bombay / Phule Nagar) - Irak (Kawergosk / Campo de refugiados) - Niger (Niamey / Kombo) - Palestina (Naplusa / Balata) - Francia (Nanterre / Campo Rom) - Uganda (Nakivale / New Congo) | - Costa de Marfil (Abiyán / Le Trou) - Mayotte (Ongojou) - Venezuela (Caracas / Petare) - Italia (Sicilia / Favara) - Kirguistán (Bishkek / Zavodskoy Poselok) - Mauritania (Nuakchot / Zaatar) - El Salvador (San Salvador, Las Palmas) - Tailandia (Bangkok, Phra Chen) |

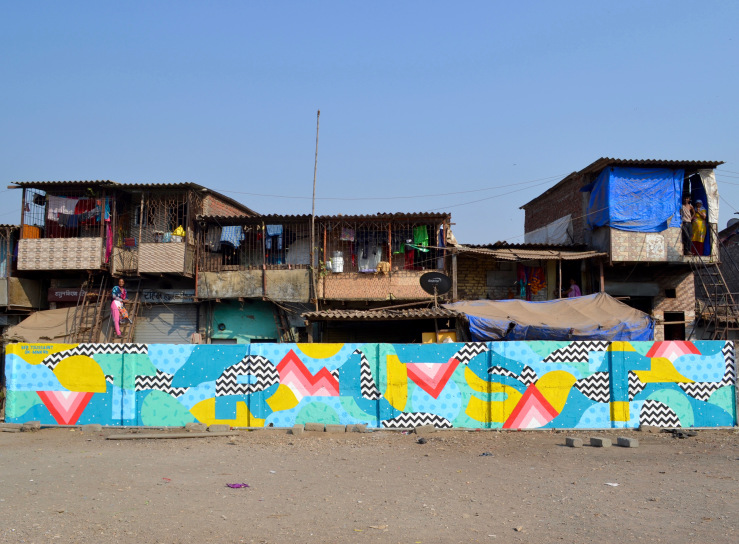
Confianza en Mumbai (India), 2017
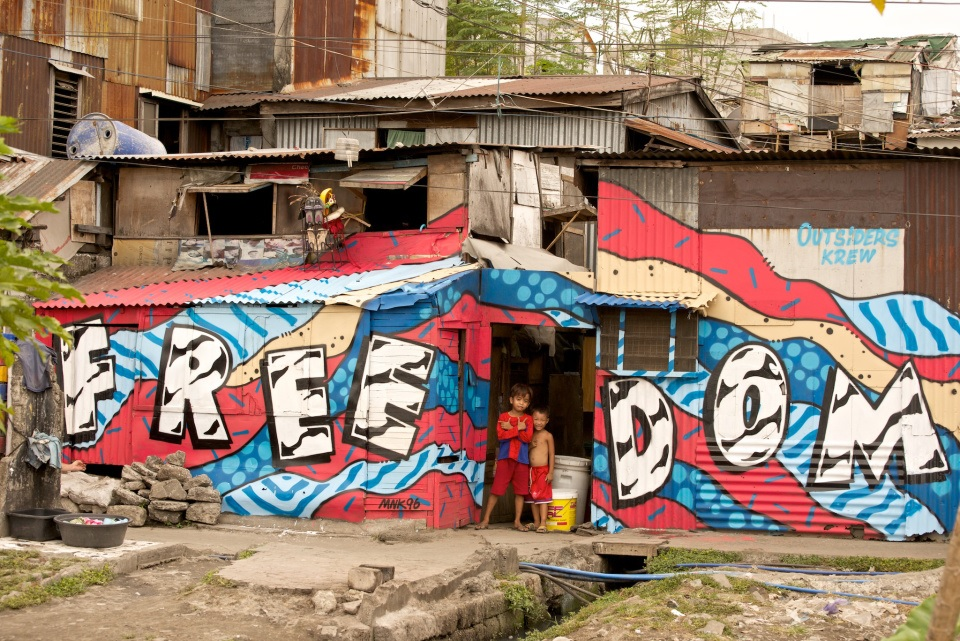
Libertad en el barrio de Gagalangin en Manila, 2016
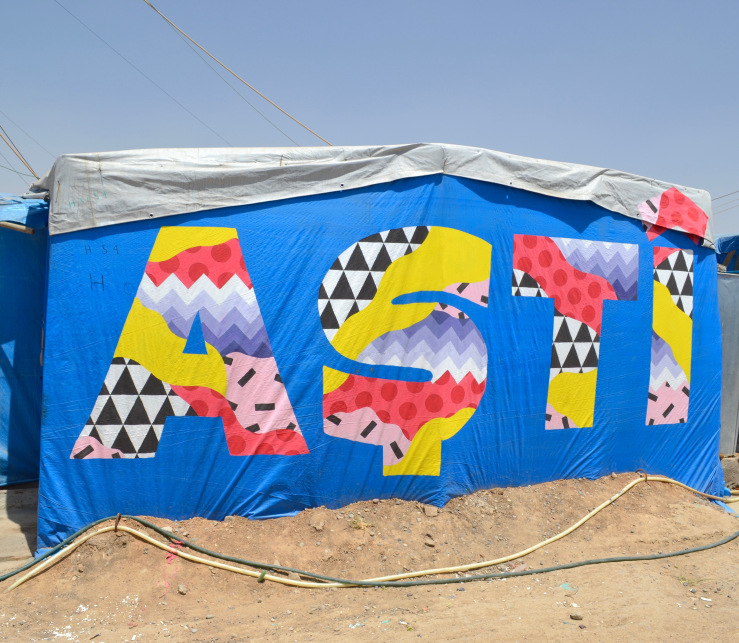
En el campo de refugiados de Kawergosk (Irak), 2017
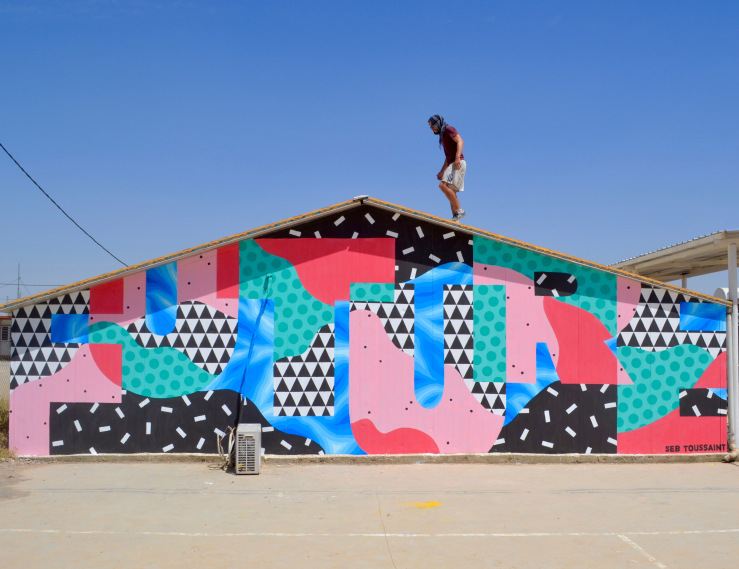
Escuela en Kawergosk (Irak), 2017
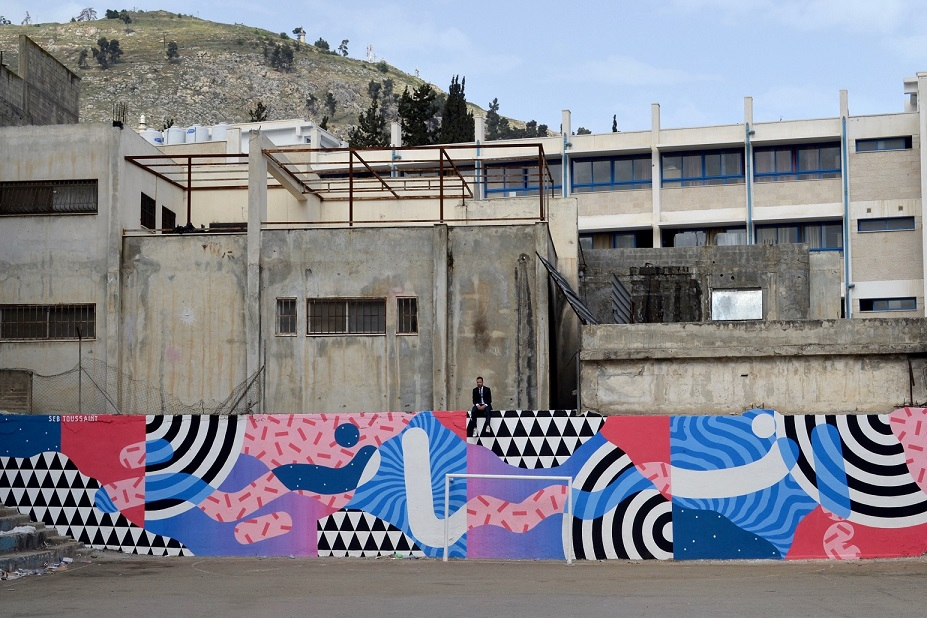
Humanidad en Balata en Palestina, 2018
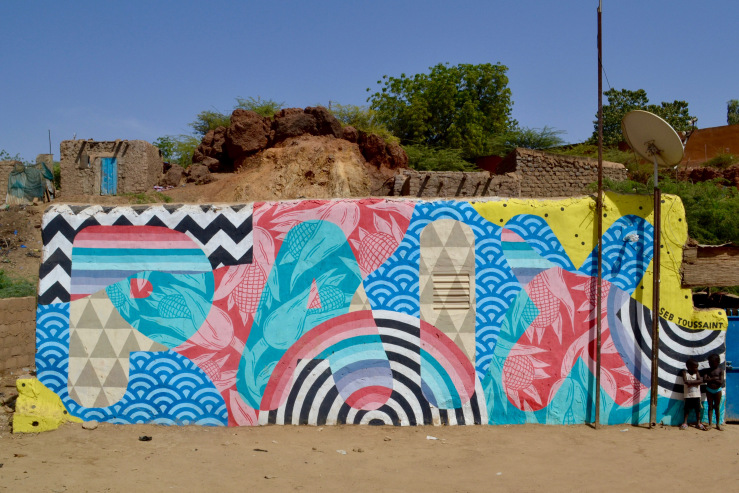
Paz en una casa en Kombo, Niger
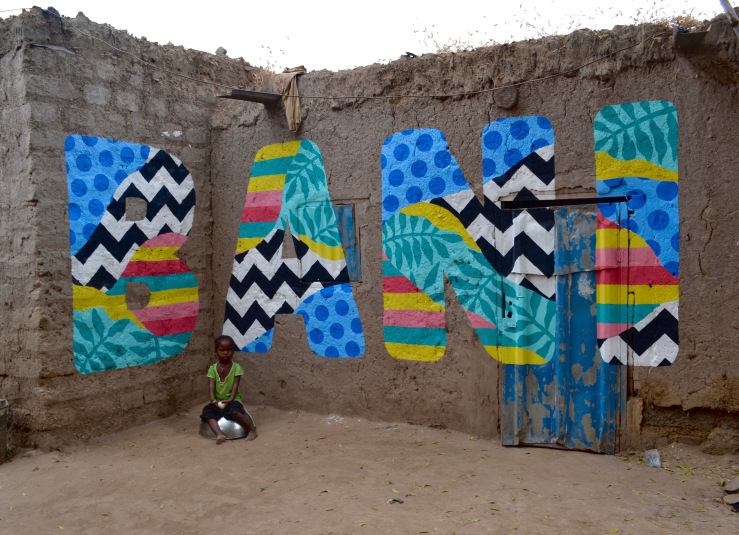
Bani, sobre un muro en tierra, 2017
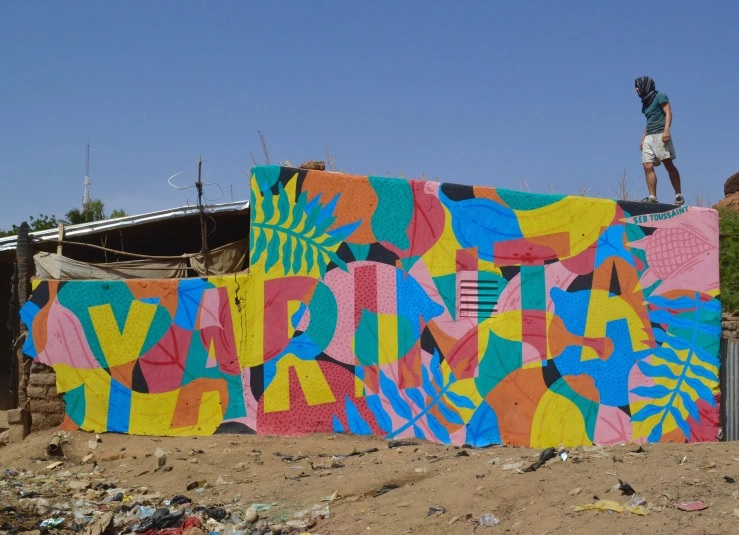
Yarinta (infancia). Palabra elegida por un habitante de Kombo, 2017
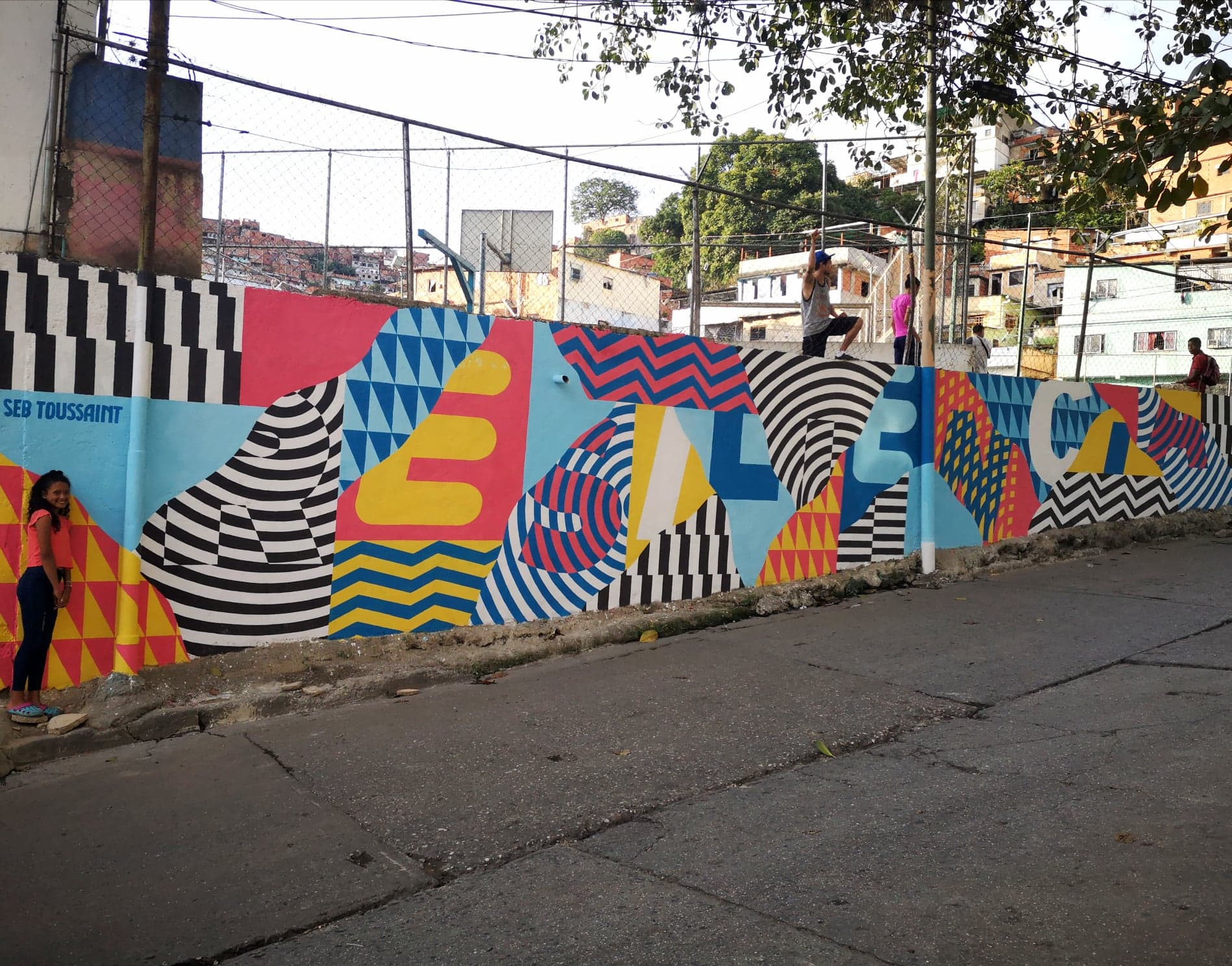
Resiliencia, Petare (Caracas)
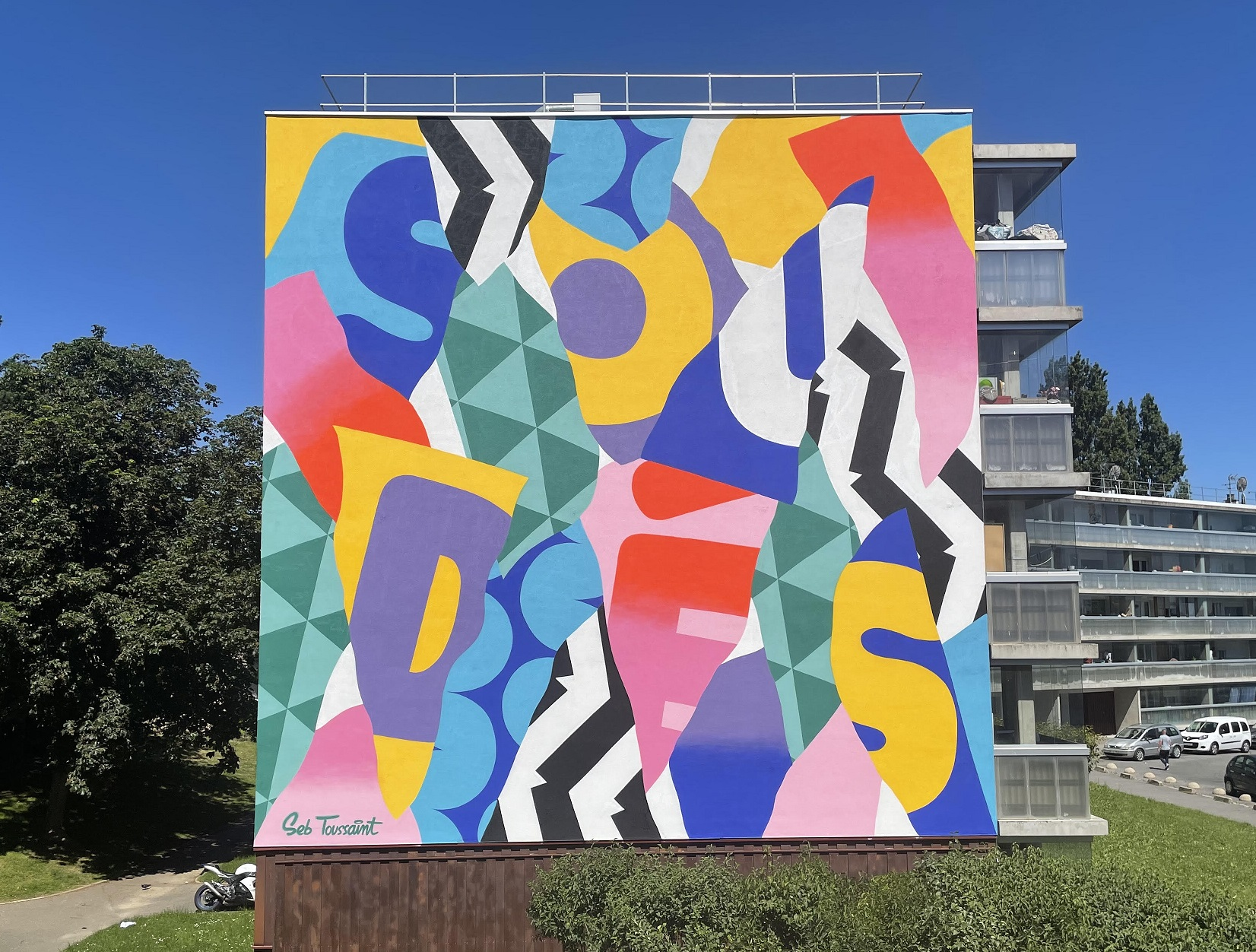
Soldado, barrio La Fauconnière (Gonesse)

## PAZ en Colombia
En julio y agosto de 2016, Seb Toussaint regresó a Bogotá en el distrito de Mariscal Sucre (la ubicación del cuarto episodio del proyecto Share the Word dos años antes) para pintar un mural gigante en dieciséis viviendas. Los habitantes eligen juntos la palabra PAZ para expresar su deseo para el futuro del distrito.
Al mismo tiempo, el presidente de Colombia, Juan Manuel Santos, y las FARC estaban en importantes negociaciones para llegar a un histórico acuerdo de paz entre las dos partes. Esta combinación de circunstancias luego puso de relieve el mural de Seb Toussaint, quien poco después recibirá las felicitaciones públicas conjuntas del presidente colombiano y las FARC.

## Exposiciones

### 2025
- Share The Word Project (exposición permanente), Museo della città del Mondo, Palermo, Italia[23]

### 2020
- Esposizione Share The Word, Favara, Sicilia, Italia[24]

### 2019
- Partage de mots, Abiyán, Costa de Marfil[25]

### 2018
- Voix chromatiques, Nablus, Palestina[26]

### 2017
- Quand Seb Toussaint fait parler les murs, Niamey, Niger[27]
- Peace, Le Mur, Cherburgo, Francia[28]
- Bogotà, Visaje Grafitti, Bogotá, Colombia